# Onkel Toms Hytte
Onkel Toms hytte er en roman af Harriet Beecher Stowe, udgivet som bog 20. marts 1852. Historien blev først trykt som føljeton i tidsskriftet National Era. Historien gik over 40 uger, begyndende med udgaven den 5. juni 1851. Bogen medførte en voldsom offentlig debat, og bidrog derved til den senere ophævelse af slaveriet i Nordamerika. Bogen var en medvirkende faktor til, at Sydstaterne startede den amerikanske borgerkrig ved at åbne ild mod Fort Sumter den 12. april 1861.

## Inspiration
Som passager på et dampskib på Ohio-floden var Stowe det chokerede øjenvidne til salget af et menneske, hvorved en gift kvinde blev tvunget bort fra sin mand. Episoden gengives i kapitel 12. Stowes egen mand og bror havde ved en anledning været nødt til at ledsage en flygtet slavinde midt om natten, som beskrevet i kapitel 10. Selv havde hun skrevet brevene for en tidligere slavinde (nu familien Stowes hustjener) til kvindens ægtemand i Kentucky, der stadig var slave, men nød sådan en tillid fra sit herskab, at han frit rejste frem og tilbage mellem Kentucky og Ohio, og altså nemt kunne være stukket af - men nægtede at bryde aftalen med sin herre, selv om denne herre år efter år havde udsat at holde sit løfte om at sætte ham fri. Det var æresfølelsen og loyaliteten hos denne afroamerikaner, der forblev træl hellere end at bryde sin herres tillid, der først inspirerede Stowe til onkel Tom-skikkelsen. 
Forfatteren var også inspireret af slaven Josiah Henson (f. 1789). Hans hytte i Washington D.C., oprindeligt en del af en 1.497 hektar stor tobaksplantage, blev i 2006 opkøbt af embedsmænd i Maryland for at sikre dens bevarelse. Henson var imidlertid langt fra nogen onkel Tom-skikkelse. Tværtimod forsøgte han med stor beslutsomhed at løskøbe sig, og endte med at flygte til Canada i 1830.  I sine erindringer fortæller han, hvordan indianere hjalp ham og hans kone og sønner på deres flugt nordpå. 

## Omdiskuteret i Vatikanet
Under pave Pius 9. blev bogen forsøgt sat på Vatikanets index librorum prohibitorum - liste over forbudte bøger, under henvisning til, at forfatterinden var kvæker og altså protestant. Klageren havde åbenbart ikke læst bogen, og blev modsagt af en anden, der havde læst den på engelsk og forsvarede den med stor iver, for afskaffelse af slaveriet "er nøjagtigt, hvad vi katolikker ønsker".  I 1858 havde bogens italienske oversættelse da også fået stor udbredelse. 

## Filmatiseringer
Romanen er blevet filmatiseret flere gange. Blandt filmatiseringerne er
- Uncle Tom's Cabin, en amerikansk stumfilm fra 1903 instrueret af Edwin S. Porter
- Uncle Tom's Cabin, en amerikansk stumfilm fra 1910 instrueret af Barry O'Neil
- Uncle Tom's Cabin, en amerikansk stumfilm fra 1914 instrueret af William Robert Daly
- Uncle Tom's Cabin, en amerikansk stumfilm fra 1918 instrueret af J. Searle Dawley